# Epeolus humillimus
Epeolus humillimus är en biart som beskrevs av Cockerell 1918. Epeolus humillimus ingår i släktet filtbin, och familjen långtungebin. Inga underarter finns listade i Catalogue of Life.